# Rick Moody
Rick Moody (* 18. Oktober 1961 in New York City als Hiram Frederik Moody III.) ist ein US-amerikanischer Schriftsteller und Musiker. Sein bekanntestes Werk, Der Eissturm (engl. The Ice Storm, 1994), eine Chronik der Auflösung zweier Vorstadtfamilien in Connecticut während des Thanksgiving-Wochenendes im Jahr 1973, wurde 1997 von Regisseur Ang Lee mit Kevin Kline, Joan Allen und Sigourney Weaver in den Hauptrollen verfilmt.

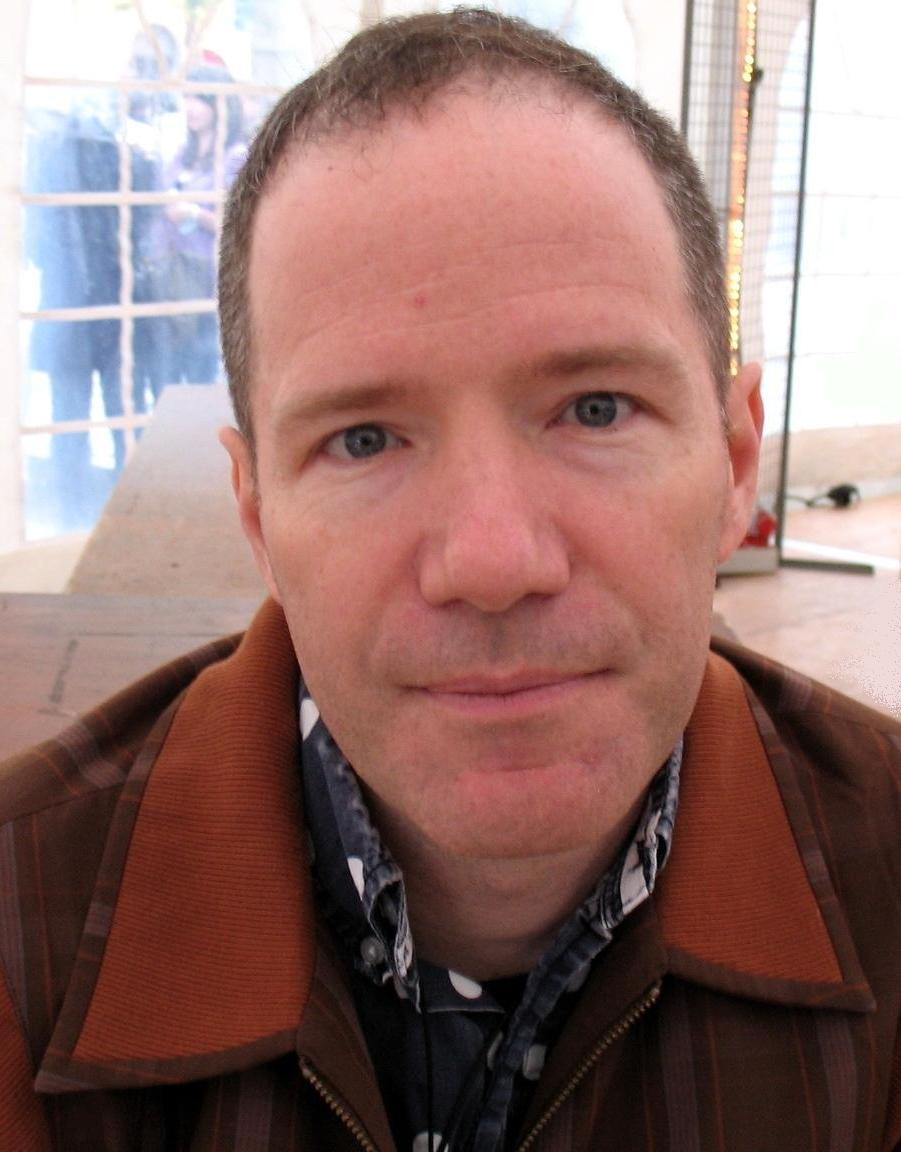
Rick Moody, 2009

## Leben
Moody wuchs in verschiedenen Vororten von Connecticut auf, unter anderem in Darien und New Canaan. Er besuchte das Internat St. Paul’s School in New Hampshire, studierte an der Brown University in Rhode Island und erwarb einen Master-Abschluss in Kunst an der Columbia University in New York. Nach einem Klinikaufenthalt zur Behandlung seines Alkoholismus arbeitete er für den New Yorker Verlag Farrar, Straus and Giroux und schrieb seinen ersten Roman Garden State. Zwei Jahre später hatte er mit dem zweiten Roman Der Eissturm großen Erfolg bei Kritik und Leserschaft. Im Jahr 1997 erschien ein gleichnamiger Film, der auf dem Roman basiert. Es folgten vier weitere Romane, mehrere Bände mit Erzählungen und Novellen sowie zwei autobiographische Bücher.
Als Musiker und Komponist arbeitete Moody mit den Wingdale Community Singers, die zwischen 2005 und 2013 drei Alben veröffentlichten, sowie mit dem Schlagzeuger Kid Millions und der Gruppe The Unspeakable Practices, die 2015 das gleichnamige Album herausbrachte.
Moody unterrichtete am Purchase College in New York und am Bennington College. Er lebt in Brooklyn und auf Fishers Island und ist mit der Videokünstlerin Laurel Nakadate verheiratet.

## Werke
- 1992 Garden State (Roman)
  - Garden State, dt. von Michael Hofmann; Piper, München/Zürich 1995. ISBN 978-3-492-11811-8
- 1994 The Ice Storm (Roman)
  - Der Eissturm, dt. von Nikolaus Stingl; Piper, München/Zürich 1995. ISBN 978-3-492-03717-4
- 1995 The Ring of Brightest Angels Around Heaven: A Novella and Stories
- 1996 Purple America (Roman)
  - Ein amerikanisches Wochenende, dt. von Nikolaus Stingl; Piper, München/Zürich 2000. ISBN 978-3-492-23143-5
- 1997 Joyful Noise: The New Testament Revisited (in Zusammenarbeit mit Darcey Steinke)
- 2001 Demonology (Stories)
  - Bis ich nicht mehr wütend bin, dt. von Nikolaus Stingl; Piper, München/Zürich 2001. ISBN 978-3-492-04315-1
- 2002 The Black Veil: A Memoir with Digressions
- 2005 The Diviners (Roman)
  - Wassersucher, dt. von Ingo Herzke; Piper, München/Zürich 2006. ISBN 978-3-492-04866-8
- 2007 Right Livelihoods: Three Novellas (Titel der britischen Ausgabe: The Omega Force)
  - Paranoia: Novellas, dt. von Ingo Herzke; Piper, München/Zürich 2008. ISBN 978-3-492-05152-1
- 2010 The Four Fingers of Death (Roman)
- 2015 Hotels of North America (Roman)
- 2019 The Long Accomplishment: A Memoir of Hope and Struggle in Matrimony